# Садовников Валентин Павлович
Валентин Павлович Садовников (нар. 1938, тепер Російська Федерація) — радянський військовий діяч, генерал-лейтенант, командувач 8-ї танкової армії Прикарпатського військового округу. Депутат Верховної Ради УРСР 11-го скликання.

## Біографія
З 1955 року служив у Радянській армії.
Член КПРС з 1963 року.
Закінчив Академію бронетанкових військ та Військову академію Генерального штабу Збройних Сил СРСР імені Ворошилова.
На 1979 рік — командир 42-ї танкової дивізії Київського Червонопрапорного військового округу.
У липні 1983 — липні 1985 року — командувач 8-ї танкової армії Прикарпатського військового округу.
Потім — у відставці.

## Звання
- Генерал-майор танкових військ (25.10.1979)
- Генерал-лейтенант (16.12.1982)

## Нагороди
- Ордени
- Медалі